# Gnomidolon lansbergei
Gnomidolon lansbergei es una especie de escarabajo longicornio del género Gnomidolon, categorizada en la tribu Hexoplonini, de la subfamilia Cerambycinae. Fue descrita por Thomson en 1867.

## Descripción
Mide 10,6-13,3 mm de longitud.

## Distribución
Se distribuye por Brasil y Venezuela.